# Libertatia
Libertatia var en muligvis fiktiv koloni på Madagaskar, som blev anlagt af pirater i slutningen af det 17. århundrede. Det var en anarkistisk koloni, der blev styret af pirater under ledelse af kaptajn James Misson. Dette samfund er beskrevet i bogen A General History of the Pyrates af Charles Johnson, som i øvrigt er ukendt som forfatter, men af nogle antages at være et pseudonym for Daniel Defoe. Ifølge fortællingen havde den Atsinananaprovinsen som centrum, idet den strakte sig fra Antongilbugten til Mananjary på den nordlige del af øen, og Île Sainte Marie var en del af den. Den bestod angiveligt i omkring 25 år. Meget af handlingen præsenteres som en blanding af fakta og fiktion og det er derfor senere blevet antaget, at hele fortællingen om Libertatia er fabrikeret. Piraternes motto var "for Gud og friheden" og kolonien havde et hvidt flag, i kontrast til piraters normale sorte symbol.
Skønt eksistensen af Libertatia er betvivlet, er det antagelig korrekt, at de radikale ideer, som kolonien repræsenterede var almindelige blandt piraterne i dette område. Piraterne opponerede mod de forskellige autoritære styreformer og sociale konstruktioner såsom monarki, slaveri og merkantilisme.  De skabte både deres egne love og et sprog, som var en blanding af en række eksisterende sprog. Deres beslutningsproces var baseret på direkte demokrati og den økonomiske struktur er blevet betegnet som en form for socialisme.

## Film
- Against All Flags (1952)
- The King's Pirate (1967)